# 宝生山
宝生山（ほうしょうさん）は栃木県佐野市と群馬県みどり市に跨る山。標高1154.3メートル。
氷室山と十二山とを繋ぐ尾根に位置しており、山頂の南側を佐野市からみどり市へと結ぶ広域基幹林道の作原沢入線が通っている。